# Sergei Iwanowitsch Kowalenko
Sergei Iwanowitsch Kowalenko (russisch Сергей Иванович Коваленко; * 11. August 1947 in Lüshunkou; † 18. November 2004 in Kiew) war ein sowjetischer Basketballspieler, der 1968 Olympiadritter und 1972 Olympiasieger war.

## Sportliche Karriere
Kowalenko kam in China zur Welt, als Lüshunkou nach dem Zweiten Weltkrieg unter sowjetischer Verwaltung stand. Seine Karriere als Basketballer begann er bei Burewestnik Tiflis. Von 1969 bis 1975 spielte er bei BK Budiwelnyk Kiew, danach bei PBK ZSKA Moskau. Mit ZSKA Moskau war der 2,16 m große Center mehrfach sowjetischer Meister.
1966 war Kowalenko mit der Auswahl der UdSSR Junioreneuropameister. Aus dieser Mannschaft von 1966 wurden mit Alexander Boloschew, Micheil Korkia, Sergei Kowalenko und Anatolij Polywoda vier Spieler 1972 Olympiasieger.
Kowalenkos erstes großes Turnier mit der sowjetischen Nationalmannschaft waren die Olympischen Spiele 1968 in Mexiko-Stadt. Die Mannschaft aus der UdSSR gewann ihre Vorrundengruppe vor den Brasilianern. Im Halbfinale unterlag die sowjetische Mannschaft den Jugoslawen mit 62:63, im abschließenden Spiel um Bronze bezwangen sie die Brasilianer mit 70:53. Kowalenko warf in acht Spielen 42 Punkte. Im Jahr darauf erreichte die sowjetische Mannschaft das Finale der Europameisterschaft 1969 in Italien und gewann mit 81:72 gegen die Jugoslawen. Kowalenko erzielte in sechs Spielen 19 Punkte. Die Weltmeisterschaft 1970 fand in Jugoslawien statt und damit erstmals auf dem europäischen Kontinent. Sechs Mannschaften qualifizierten sich über die Vorrunde, Jugoslawien als Gastgeber war für die Finalrunde in Ljubljana gesetzt. Die Jugoslawen gewannen den Titel, hinter den Brasilianern erhielten die Spieler aus der Sowjetunion die Bronzemedaille. Kowalenko erzielte 50 Punkte in neun Spielen.
Bis einschließlich 1968 hatte bei olympischen Basketballturnieren immer die Mannschaft aus den Vereinigten Staaten gewonnen. Bei den Olympischen Spielen 1972 in München gewann die US-Mannschaft ihre Vorrundengruppe und die sowjetische Mannschaft die zweite Vorrundengruppe jeweils ohne Niederlage. Beide Mannschaften gewannen auch ihr Halbfinale und trafen am 9. September im Finale aufeinander. Die Amerikaner verlegten sich auf eine sehr defensive Taktik, lagen aber trotzdem bei Halbzeit mit 21:26 hinten. Sechs Sekunden vor Schluss traf der Amerikaner Doug Collins und brachte seine Mannschaft mit 50:49 in Führung. Anschließend ertönte die Schluss-Sirene. Nach Protesten der sowjetischen Mannschaft wurde die Uhr auf drei Sekunden Restspielzeit gestellt und in den letzten drei Sekunden passte Iwan Jadeschka den Ball zu Alexander Below, der den Treffer zum 51:50 erzielte. Nun protestierten die Amerikaner, aber die Jury bestätigte den Sieg der sowjetischen Mannschaft. Kowalenko warf in sieben Spielen 18 Punkte, im Finale kam er nicht zum Einsatz. Kowalenkos letztes großes Turnier mit der Nationalmannschaft war die Europameisterschaft 1973 in Spanien, als er noch einmal eine Bronzemedaille erhielt. In sechs Spielen erzielte er 45 Punkte.